# Tadeusz Młynek
Tadeusz Adam Młynek (ur. 11 lutego 1900 w Tarnowie, zm. 22 lipca 1974 w Olsztynie) – polski botanik.

## Życiorys
Był synem Ludwika i Anny. Ukończył IV gimnazjum męskie w Krakowie, a następnie studiował na Wydziale Rolniczym Uniwersytetu Jagiellońskiego. W 1921 przerwał naukę i przyłączył się do walczących w III powstaniu śląskim. Po zakończeniu nauki w 1923 przez rok był nauczycielem biologii w gimnazjum w Wieliczce, a następnie wyjechał do Cieszyna, gdzie do 1939 nauczał w Państwowym Gimnazjum i Liceum. Od 1950 zamieszkał w Olsztynie i rozpoczął organizowanie Katedry Botaniki na nowo powstałej Wyższej Szkole Rolniczej, uzyskał wówczas tytuł profesora nadzwyczajnego. Został wówczas dziekanem tej katedry i pełnił tę funkcję przez cztery lata. W 1955 należał do grona założycieli olsztyńskiego oddziału Polskiego Towarzystwa Botanicznego, do 1971 był przewodniczącym tego oddziału, od 1972 członkiem honorowym PTB. Od 1959 do 1962 był prodziekanem Wydziału Rolniczego, a w 1968 uzyskał tytuł profesora zwyczajnego. Autor publikacji poświęconych głównie roślinności wodnej i roślinności rezerwatów na ziemiach północnych. W 1972 przeszedł w stan spoczynku.
Zmarł w 1974, spoczywa na cmentarzu komunalnym w Olsztynie (kwatera 36-3-11).

## Ordery i odznaczenia
- Srebrny Krzyż Zasługi (11 listopada 1934)[4]

## Upamiętnienie
Tadeusz Młynek jest patronem jednej z ulic w Olsztynie.